# Bremeria asperula
Bremeria asperula là một loài thực vật có hoa trong họ Thiến thảo. Loài này được (Wernham) Razafim. & Alejandro mô tả khoa học đầu tiên năm 2005.